# Allium platycaule
Allium platycaule är en amaryllisväxtart som beskrevs av Sereno Watson. Allium platycaule ingår i släktet lökar, och familjen amaryllisväxter. Inga underarter finns listade i Catalogue of Life.